# Xenopus epitropicalis
Xenopus epitropicalis es una especie de anfibio anuro de la familia Pipidae.

## Distribución geográfica
Esta especie se encuentra en la República Democrática del Congo y la República del Congo. 
Habita a 350 m sobre el nivel del mar.

## Publicación original
- Fischberg, Colombelli & Picard, 1982 : Diagnose préliminaire d'une espèce nouvelle de Xenopus du Zaïre. Alytes, Paris, vol. 1, n.º 4, p. 53-55.[4]